# Xiaomi Redmi 5
Les Xiaomi Redmi 5 et Redmi 5 Plus sont des smartphones développés par Xiaomi, annoncés le 7 décembre 2017. Ils font partie de la gamme de smartphones économiques Redmi de Xiaomi.

## Spécifications

### Hardware
Le Xiaomi Redmi 5 fonctionne avec le processeur Snapdragon 450, tandis que la variante Plus fonctionne sur le Snapdragon 625. Le Redmi 5 est doté d’un écran 5,7 pouces HD+, tandis que le Plus est livré avec un écran 5,99 pouces Full HD+, les deux ayant un rapport de format 18:9. Les appareils semblent très similaires de face, la principale différence étant leur taille. Sur le Redmi 5 Plus, l’appareil photo est de 5 mégapixels qui se trouve à droite de l’écouteur, tandis que le flash, évalué pour des températures de couleur de 4500K, est à gauche. À l'arrière, un capteur de caméra 12MP est placé juste au-dessus du capteur d'empreinte digitale. L’apparence des téléphones à l’arrière est semblable à celle de Redmi Note 4. L’appareil photo arrière du Redmi 5 et du Redmi 5 Plus, contrairement à celui de Redmi Note 4, dépasse légèrement du reste du boîtier.
Le Redmi 5 Plus est livré avec 3 Go et 4 Go de RAM par rapport au Redmi 5 qui vient avec 2 Go et 3 Go de RAM. Le Redmi 5 Plus dispose de 32 Go de stockage tandis que le Redmi 5 est doté de 16 Go de stockage, tous deux sont dotés d’une mémoire extensible via une carte microSDXC.

### Software
Le Redmi 5 Plus fonctionne sur MIUI 10 basé sur Android Oreo 8.1, tandis que le Xiaomi Redmi 5 fonctionne sur MIUI 10 basé sur Android Nougat 7.1.

## Ventes
Les Redmi 5 et 5 Plus ont été mis en vente dans l'Union Européenne en janvier 2018 au prix de 121 et 154 euros respectivement.